# A Ferencvárosi TC 1917–1918-as szezonja
A Ferencvárosi TC 1917–1918-as szezonja szócikk a Ferencvárosi TC első számú férfi labdarúgócsapatának egy szezonjáról szól, mely összességében és sorozatban is a 15. idénye volt a csapatnak a magyar első osztályban. A klub fennállásának ekkor volt a 19. évfordulója.

## Mérkőzések
| Színmagyarázat | Színmagyarázat |
| -------------- | -------------- |
|                | Győzelem.      |
|                | Döntetlen.     |
|                | Vereség.       |

### Bajnokság (I. osztály) 1917–18

#### Őszi fordulók
| 1917. augusztus 26. |

| Ferencváros   | 2 – 1       | Budapesti AK |
| ------------- | ----------- | ------------ |
| Nemes Wilheim | Jegyzőkönyv |              |

| Üllői út, Budapest |

| 1917. szeptember 2. |

| Ferencváros | 2 – 1       | III. Kerületi TVE |
| ----------- | ----------- | ----------------- |
| Nagy Okos   | Jegyzőkönyv |                   |

| Üllői út, Budapest |

| 1917. szeptember 16. |

| Ferencváros | 1 – 0       | Magyar AC |
| ----------- | ----------- | --------- |
| Okos        | Jegyzőkönyv |           |

| Üllői út, Budapest |

| 1917. szeptember 30. |

| Ferencváros | 0 – 2       | Vasas |
| ----------- | ----------- | ----- |
|             | Jegyzőkönyv |       |

| Üllői út, Budapest |

| 1917. október 14. |

| Ferencváros         | 6 – 1       | MÁV Gépgyár |
| ------------------- | ----------- | ----------- |
| Hegyi Wilheim Bódis | Jegyzőkönyv |             |

| Üllői út, Budapest |

| 1917. október 21. |

| Ferencváros | 2 – 2       | Kispest |
| ----------- | ----------- | ------- |
| Hegyi       | Jegyzőkönyv |         |

| Üllői út, Budapest |

| 1917. október 29. |

| Ferencváros       | 3 – 1       | 33 FC |
| ----------------- | ----------- | ----- |
| Weisz Payer Nemes | Jegyzőkönyv |       |

| Üllői út, Budapest |

| 1917. november 11. |

| Ferencváros | 1 – 0       | Budapesti TC |
| ----------- | ----------- | ------------ |
| ög'         | Jegyzőkönyv |              |

| Üllői út, Budapest |

| 1917. november 18. |

| Törekvés SE | 0 – 0               | Ferencváros |
| ----------- | ------------------- | ----------- |
|             | (0 – 0) Jegyzőkönyv |             |

| Budapest |

#### Tavaszi fordulók
| 1918. április 21. |

| Kispest | 0 – 3       | Ferencváros  |
| ------- | ----------- | ------------ |
|         | Jegyzőkönyv | Hegyi Farkas |

| Üllői út, Budapest |

| 1918. április 28. |

| Ferencváros | 1 – 0       | Törekvés SE |
| ----------- | ----------- | ----------- |
| Farkas      | Jegyzőkönyv |             |

| Üllői út, Budapest |

| 1918. május 6. |

| Ferencváros | 0 – 3       | MTK |
| ----------- | ----------- | --- |
|             | Jegyzőkönyv |     |

| Üllői út, Budapest |

| 1918. május 9. |

| Budapesti TC | 1 – 0       | Ferencváros |
| ------------ | ----------- | ----------- |
|              | Jegyzőkönyv |             |

| Üllői út, Budapest |

| 1918. május 19. |

| MTK | 5 – 0               | Ferencváros |
| --- | ------------------- | ----------- |
|     | (3 – 0) Jegyzőkönyv |             |

| Hungária körút, Budapest |

- Elhalasztott mérkőzés.

| 1918. május 26. |

| Magyar AC | 1 – 3       | Ferencváros |
| --------- | ----------- | ----------- |
|           | Jegyzőkönyv | Köves Nemes |

| Budapest |

| 1918. május 31. |

| 33 FC | 2 – 1       | Ferencváros |
| ----- | ----------- | ----------- |
|       | Jegyzőkönyv | Tóth Potya  |

| Hungária körút, Budapest |

| 1918. június 9. |

| Budapesti AK | 0 – 2       | Ferencváros      |
| ------------ | ----------- | ---------------- |
|              | Jegyzőkönyv | Tóth Potya Köves |

| Üllői út, Budapest |

| 1918. június 13. |

| III. Kerületi TVE | 0 – 2       | Ferencváros      |
| ----------------- | ----------- | ---------------- |
|                   | Jegyzőkönyv | Ivanovszky Nemes |

| Üllői út, Budapest |

| 1918. június 23. |

| Újpest | 1 – 1       | Ferencváros |
| ------ | ----------- | ----------- |
|        | Jegyzőkönyv | Pataki      |

| Budapest |

- Elhalasztott mérkőzés.

| 1918. június 29. |

| Vasas | 0 – 2       | Ferencváros  |
| ----- | ----------- | ------------ |
|       | Jegyzőkönyv | Nemes Pataki |

| Üllői út, Budapest |

| 1918. június 30. |

| MÁV Gépgyár | 1 – 3       | Ferencváros        |
| ----------- | ----------- | ------------------ |
|             | Jegyzőkönyv | Pataki Gábor Bódis |

| Budapest |

| 1918. július 7. |

| Ferencváros                   | 6 – 0       | Újpest |
| ----------------------------- | ----------- | ------ |
| Tóth Potya Pataki Nemes Bódis | Jegyzőkönyv |        |

| Üllői út, Budapest |

#### A végeredmény
| #  | Csapat            | J  | Gy | D | V  | Rg  | Kg | Gk   | P  | Megjegyzés |
| -- | ----------------- | -- | -- | - | -- | --- | -- | ---- | -- | ---------- |
| 1  | MTK               | 22 | 21 | 1 | 0  | 147 | 10 | +137 | 43 | Bajnok     |
| 2  | Ferencvárosi TC   | 22 | 14 | 3 | 5  | 42  | 22 | +20  | 31 |            |
| 3  | Törekvés SE       | 22 | 12 | 6 | 4  | 45  | 25 | +20  | 30 |            |
| 4  | Vasas SC          | 22 | 11 | 5 | 6  | 37  | 26 | +11  | 27 |            |
| 5  | Újpesti TE        | 22 | 9  | 6 | 7  | 39  | 41 | -2   | 24 |            |
| 6  | III. Kerületi TVE | 22 | 9  | 5 | 8  | 25  | 38 | -13  | 23 |            |
| 7  | 33 FC             | 22 | 8  | 3 | 11 | 35  | 35 | 0    | 19 |            |
| 8  | Budapesti AK      | 22 | 5  | 6 | 11 | 24  | 42 | -18  | 16 |            |
| 9  | Budapesti TC      | 22 | 5  | 4 | 13 | 20  | 58 | -38  | 14 |            |
| 10 | MÁV Gépgyár       | 22 | 4  | 5 | 13 | 25  | 77 | -52  | 13 |            |
| 11 | Kispesti AC       | 22 | 2  | 8 | 12 | 26  | 48 | -22  | 12 |            |
| 12 | Magyar AC         | 22 | 3  | 6 | 13 | 26  | 69 | -43  | 12 | Kiesett    |

### Egyéb mérkőzések
| 1917. szeptember 9. |

| Ferencváros | 1 – 1       | Slavia Praha |
| ----------- | ----------- | ------------ |
| Bódis       | Jegyzőkönyv |              |

| Üllői út, Budapest |

| 1917. szeptember 23. |

| Slavia Praha | 5 – 2       | Ferencváros |
| ------------ | ----------- | ----------- |
|              | Jegyzőkönyv | Hegyi       |

| Prága |

| 1918. március 25. |

| Ferencváros | 1 – 1       | Kispest |
| ----------- | ----------- | ------- |
| Gábor       | Jegyzőkönyv |         |

| Üllői út, Budapest |

- A mérkőzés félbeszakadt.

| 1918. március 31. |

| Ferencváros | 0 – 0               | Magyar AC |
| ----------- | ------------------- | --------- |
|             | (0 – 0) Jegyzőkönyv |           |

| Üllői út, Budapest |

| 1918. április 1. |

| Ferencváros | 1 – 0       | Budapesti AK |
| ----------- | ----------- | ------------ |
| Binder      | Jegyzőkönyv |              |

| Üllői út, Budapest |

| 1918. május 20. |

| Ferencváros | 1 – 1       | Wiener AC |
| ----------- | ----------- | --------- |
| Tóth Potya  | Jegyzőkönyv |           |

| Üllői út, Budapest |

| 1918. június 2. |

| Ferencváros, Budapesti AK vegyes | 0 – 2       | Rapid Wien, WAF vegyes |
| -------------------------------- | ----------- | ---------------------- |
|                                  | Jegyzőkönyv |                        |

| Üllői út, Budapest |

| 1918. június 16. |

| WAF | 2 – 2       | Ferencváros |
| --- | ----------- | ----------- |
|     | Jegyzőkönyv | Pataki      |

| Bécs |

## Külső hivatkozások
- A csapat hivatalos honlapja (magyarul)
- Az 1917–1918-as szezon menetrendje a tempofradi.hu-n (magyarul)